# Casey Vincent
Casey Vincent, född 17 mars 1979, är en friidrottare från Australien. Han deltog vid olympiska sommarspelen 2000 och olympiska sommarspelen 2004.